# 学生街の殺人
『学生街の殺人』（がくせいがいのさつじん）は、1987年6月24日に講談社から発行された、東野圭吾の本格推理小説。1990年7月15日に講談社文庫版が刊行された。文庫版の解説は新保博久。
この作品は、吉川英治文学新人賞と日本推理作家協会賞の受賞候補になった。

## あらすじ
とある大学から駅までの道。しかし、新しい駅ができてしまい、すっかりさびれてしまった学生街。その学生街のビリヤード場で働く、津村光平の知人、脱サラしてしまった松木が、何者かによって殺された。「俺はこの街が嫌いなんだ」と不思議なメッセージを光平に残して……。
その後、第2の殺人が起きた。密室で起きた第2の事件は、恐るべき展開を引き起こしていく。

## 登場人物
津村光平
ビリヤード場「青木」のホールスタッフ。松本の知人。23歳。
有村広美
光平の恋人。カフェ・バー「モルグ」の共同経営者。
松木元晴
「青木」のフロア責任者。自宅で何者かに殺害される。本名は杉本潤也。
佐緒里
「青木」の従業員。
マスター
「青木」のマスター（経営者）。
日野純子
カフェ・バー「モルグ」の共同経営者。有村広美の親友でもある。
悦子
広美の妹。
香月
刑事。広美の父が高校教師だったころの教え子。

## キャッチコピー
その町には学生がいて、時がくると彼らは去っていく。

## エピソード
- 東野は、大作だから話題になって売れるかもと期待したが、ちっとも売れず、少しでも売れているように見せかけようと、東京中の主立った書店を巡り、2冊ずつ買った。と語っている。だが、出した当時は売れ行きが悪かったらしい。

## 書籍情報
- 単行本：1987年6月26日発売[2]、講談社、ISBN 978-4-06-203372-5
- 文庫本：1990年7月6日発売[3]、講談社文庫、ISBN 978-4-06-184721-7
- 文庫新装版：2025年6月13日発売[4]、講談社文庫、ISBN 978-4-06-539864-7